# Сражение при Калиакрии
Сражение при Калиакрии — последнее морское сражение русско-турецкой войны 1787—1791 годов между флотами России и Османской империи, состоявшееся 31 июля (11 августа) 1791 года в Чёрном море у мыса Калиакра (северная Болгария). Русский флот под командованием контр-адмирала Фёдора Фёдоровича Ушакова в составе 7 линейных кораблей, 10 фрегатов и 19 меньших судов (990 пушек) встретился с соединенным турецко-алжирским флотом (капудан-паша Хуссейн и алжирский паша Саид-Али) в составе 18 линейных кораблей, 17 фрегатов (1500—1600 пушек) и большого количества меньших судов.

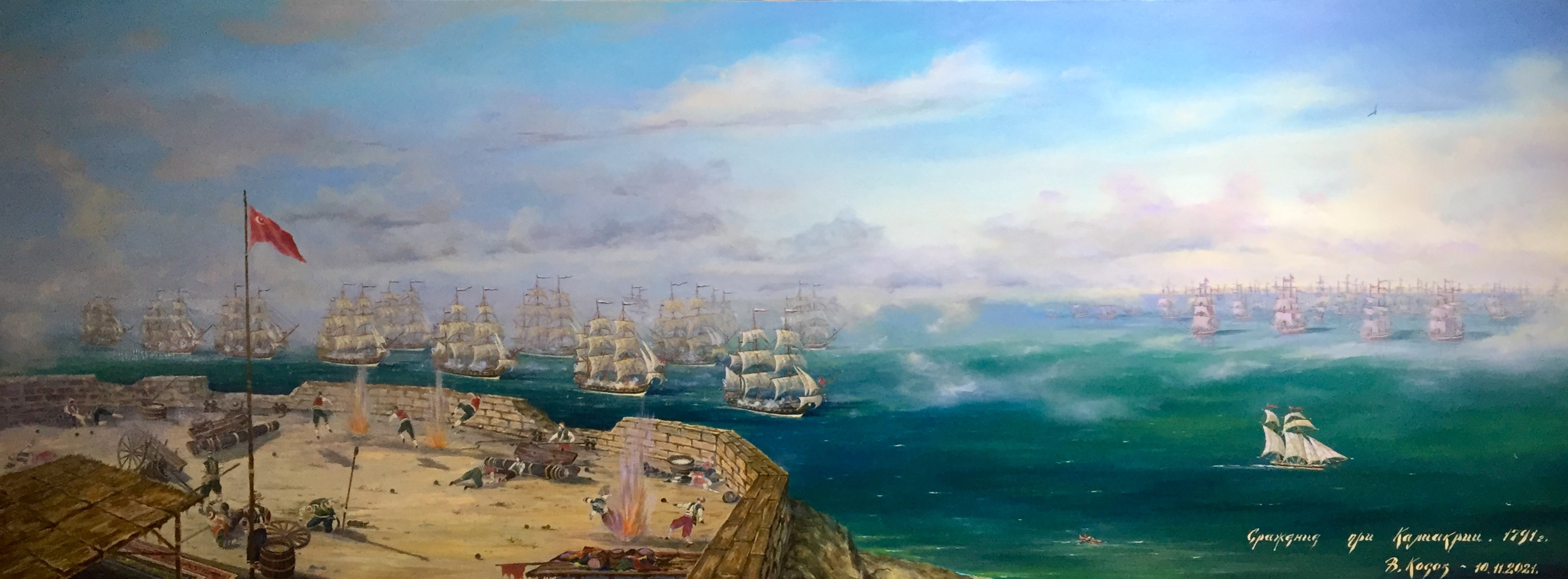
Владимир Косов. Сражение при Калиакрии. Ф.Ф. Ушаков 1791 г.

## Ход битвы
Османский флот после непродолжительного крейсерства по Чёрному морю в начале июля сосредоточился у Варны, а затем перешел к Калиакрии, где встал на якорь. 31 июля был праздник Рамазана, и часть судовых команд была отпущена на берег. Вдруг совершенно неожиданно на горизонте показался русский флот (вышел из Севастополя 28 июля (8 августа)), под всеми парусами, стремительно спускавшийся (под северным ветром) на турок.
У Ушакова в линии находилось 7 линейных кораблей, 10 фрегатов и 2 бомбардирских корабля (около 1000 орудий); флот находился в походном строе 3 кильватерных колонн; усмотрев турок, Ушаков не дал себе даже времени перестроиться в линию баталии, отступив, таким образом, от освященных традициями приемов, прошел около 14:45 с северо-востока между османским флотом и мысом, несмотря на то, что на мысе находились турецкие батареи, под огнём этих батарей и стремительно атаковал турок. На адмиральском корабле развевались сигналы: «прибавить парусов», а потом «нести все возможные паруса».
Турки (18 линейных кораблей, 10 линейных фрегатов и 7 малых фрегатов), совершенно не ожидавшие атаки и проигравшие, благодаря маневру Ушакова, ветер, поспешно рубили канаты и пытались строить линию баталии на левом галсе; при этом некоторые суда навалили друг на друга, и на одном корабле рухнула бизань-мачта, а другой сорвал себе бушприт.

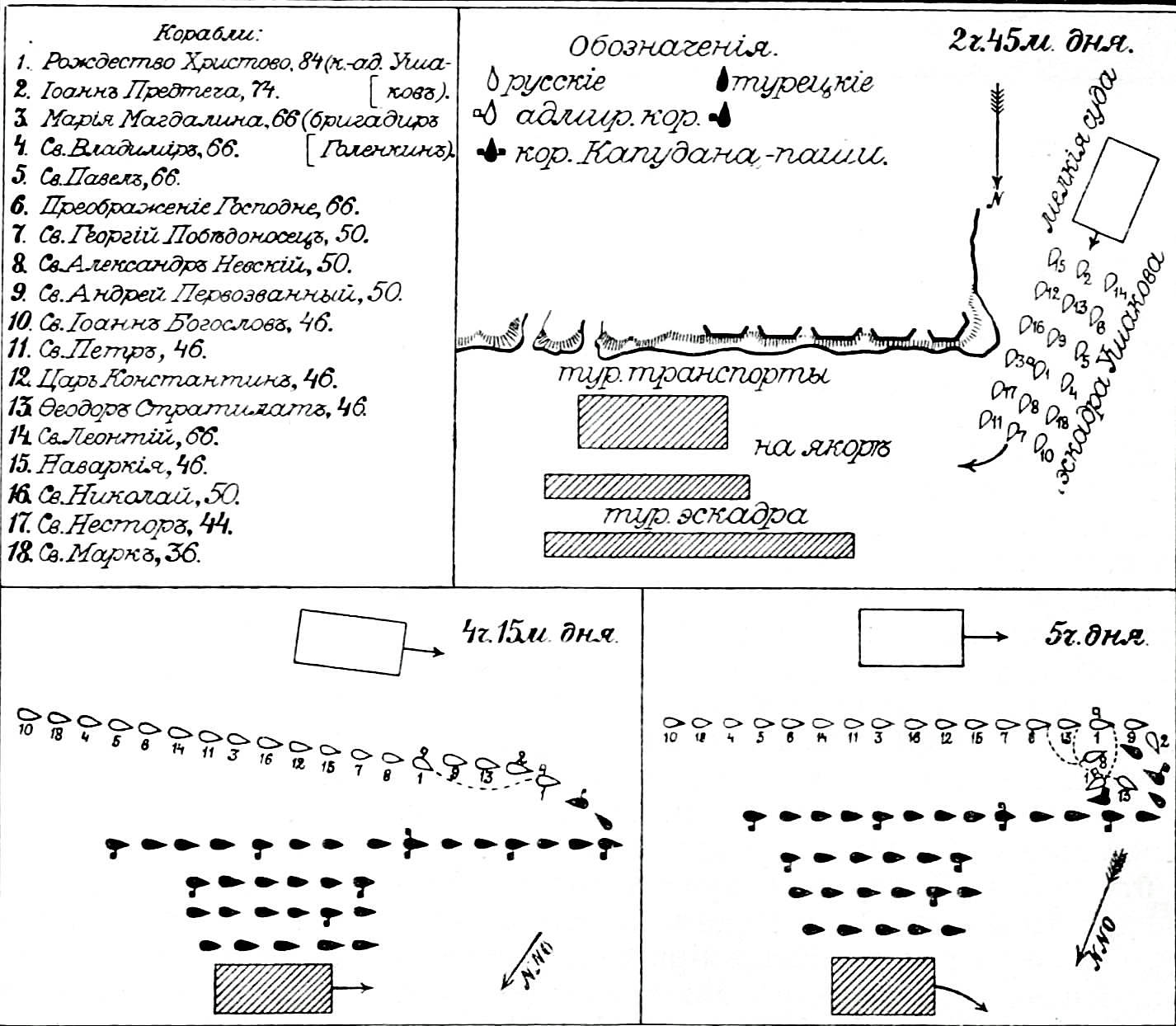
Схема битвы при Калиакрии
(рисунок из статьи «Калиакрия»
«Военная энциклопедия Сытина»)

Между тем, русский флот тоже перестроился в линию баталии на левом галсе. Передовые турецкие корабли и впереди всех алжирский адмирал Саид-Али, обладая лучшим ходом, уклонились несколько влево, видимо имея намерение выйти на ветер. Ушаков угадал этот манёвр, на своем флагманском корабле «Рождество Христово» (лучший ходок) вышел из линии, обогнал голову своей эскадры и атаковал Саид-Али с расстояния около полукабельтова; вместе с тем флоту был дан сигнал «спуститься на неприятеля», и бой завязался на самых близких дистанциях. В это время было около 17 часов.

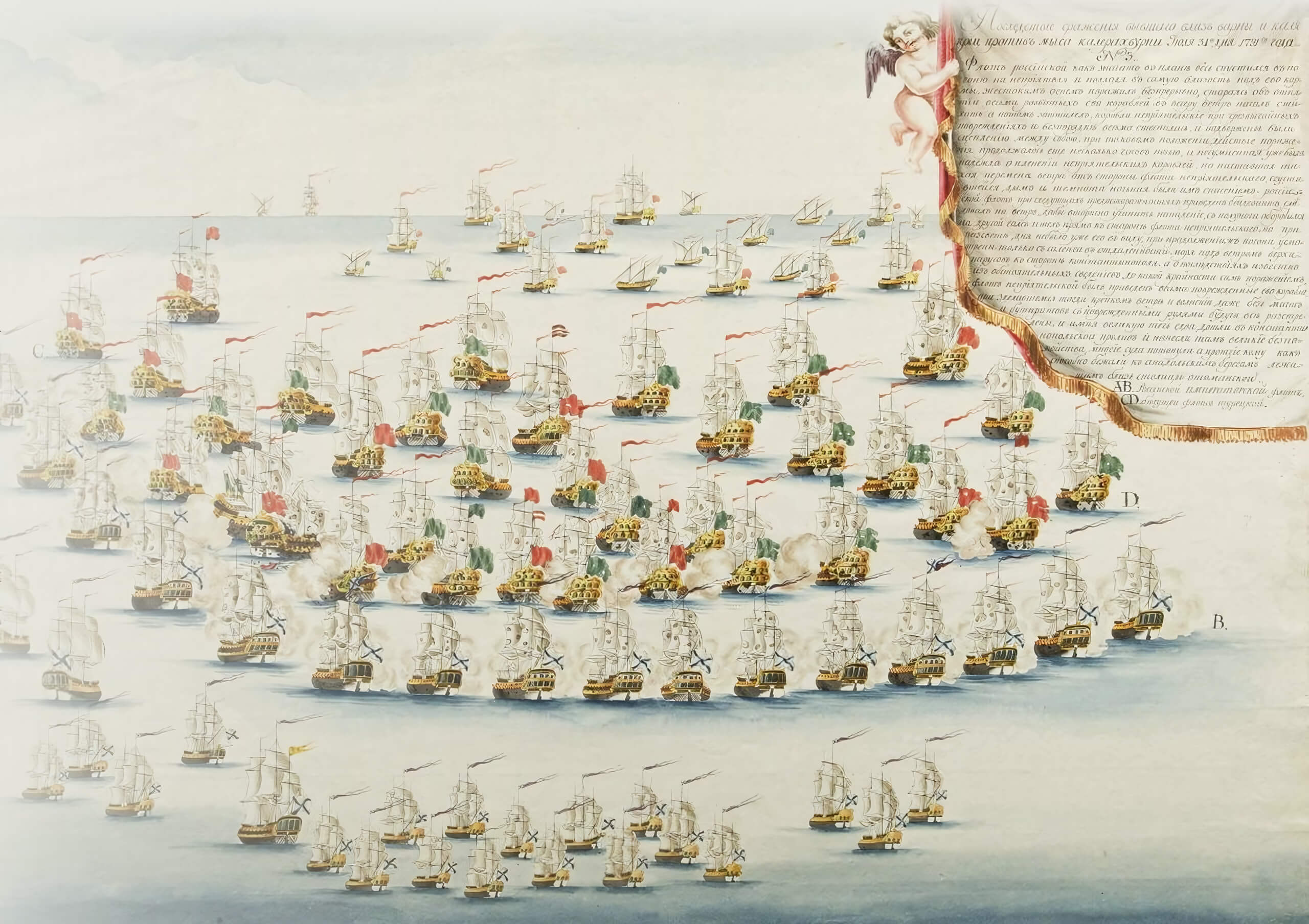
Ход сражения на картине конца 18 века

Корабль Саид-Али вскоре потерял фор-стеньгу, грот-марсель, на нём были сбиты паруса, и он вынужден был спуститься за линию. Ушаков, увлекшись атакой, очутился в середине турецкого флота; левым бортом он отбивался от 2 больших фрегатов, а с кормы и с правого борта его атаковали 2 корабля; положение Ушакова некоторое время было весьма опасное, но вскоре к нему на выручку подошли отставшие передовые корабли, «Александр», «Предтеча» и «Федор Стратилат». К 20 часам турки были уже совершенно разбиты и без всякого строя, по способности, бежали по ветру. К 20:30 часам дым застлал все место боя; ветер постепенно стих, и сражение прекратилось.
Часа через 2 задул ветер от северо-северо-запада, русский флот лег на курс северо-восток и в полночь повернул на другой галс, надеясь выйти на ветер неприятеля. Несли все возможные паруса, но на рассвете 1 августа неприятель, отступавший к Константинополю, был виден только с салингов. Здесь сказались все недостатки постройки русских судов, чья древесина шла на строительство сырой, от которых турки, сильно избитые, всё же уходили без труда (туркам строили суда французские инженеры). Не имея надежды догнать неприятеля, Ушаков подошел к берегу и приступил к исправлению повреждений; через 2 суток он уже доносил Потемкину, что «разбитые реи, стеньги, салинги заменены новыми, пробоины заделаны, и флот опять состоит в хорошем состоянии». 8 августа, подойдя к Варне, Ушаков получил уведомление о заключении перемирия и 12 августа вернулся на Севастопольский рейд.
В бою с российской стороны было убито 17 нижних чинов, ранено 3 офицера и 25 нижних чинов; потери турок неизвестны, но меткая стрельба российских кораблей (Ушаков специально тренировал их для этого) и большое количество десантных войск, посаженных на суда турецкого флота для выручки Анапы, позволяют заключить, что потери эти должны быть очень велики (на корабле Саид-Али — 450 человек убитыми и ранеными).

## Последствия
Часть турецкого флота рассыпалась по Анатолийскому и Румелийскому побережью; одна алжирская эскадра смогла достигнуть Константинополя и вошла туда ночью: при этом флагманский корабль Саид-Али начал тонуть и пушечными выстрелами требовал помощи. Судьба капудана-паши долго была неизвестна. Разнеслись слухи о готовности Ушакова атаковать Константинополь. Все это произвело на османское правительство очень тягостное впечатление и приблизило окончание войны, которая закончилась подписанием Ясского мирного договора.
Тактика, использованная Ушаковым, была серьёзным нововведением в теорию морского боя. Впоследствии аналогичный манёвр совершил адмирал Нельсон в сражении при Абукире в 1798 году и Трафальгарском сражении в 1805 года.
За победу при Калиакрии Ф. Ф. Ушакову был пожалован орден святого Александра Невского, 14 командиров были награждены орденами святого Георгия и святого Владимира 2 степени.
В следующем году «отличившиеся храбростью при победе в конце последней компании, одержанной над турецким флотом» капитаны 1-го ранга Н. Л. Языков, М. М. Елчанинов, К. А. Шапилов, капитаны 2-го ранга М. Л. Львов, Ишин, Ларионов, капитан 2-го ранга морской артиллерии Юхарин и Пилигрини были пожалованы золотыми шпагами с надписью «За храбрость».